# Dictionnaire encyclopédique Herings

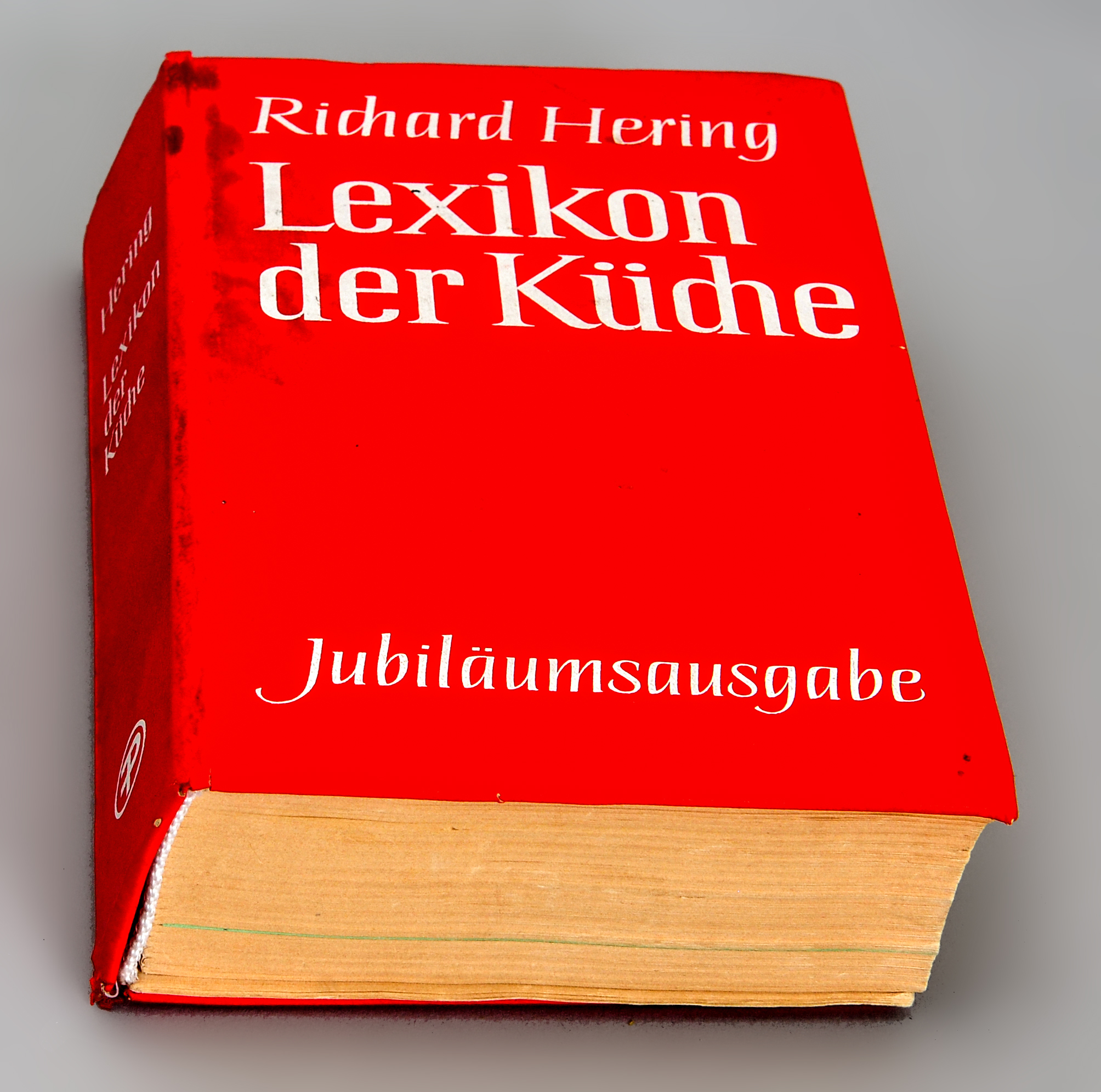
Le Herings

Le Dictionnaire encyclopédique Herings (Herings Lexikon der Küche ; Lexique de l'art culinaire Herings) est un dictionnaire encyclopédique sur l’art de la cuisine, écrit en 1907 par Richard Hering à Vienne (Autriche).
Ce lexique de la cuisine comportait près de 1000 mots-clés en 1907,  jusqu'à 32 000 mots-clés en 2012
Avec plus de 1000 pages, il est considéré comme un dictionnaire de cuisine des plus complets au monde.
Selon la maison d'édition actuelle, le tirage total estimé est de plus de 400 000 exemplaires.
Le chapitre sur le vin tient compte de la législation actuelle. Le livre est publié en plusieurs langues dont le français.

## Le livre
Ce dictionnaire fait partie des ouvrages de référence de la littérature culinaire. Cet ouvrage de référence décrit de manière concise les recettes de la cuisine classique et moderne, les ingrédients et les boissons, les termes techniques importants, etc. Il s'adresse avant tout aux cuisiniers professionnels, mais les amateurs ambitieux l'utilisent également.

## Son histoire
La première édition a été réalisée en 1907 par Richard Hering, alors directeur des cuisines de l'hôtel Metropol à Vienne, avec la collaboration de J.M. Heitz qui lui-même créait des recettes à partir de la tradition.
De 1952 à 1990, le lexique a été révisé et édité par Walter Bickel jusqu'à la 19e édition. 
La 20e édition révisée a été publiée par Jürgen Herrmann. 
En 2012, Herrmann a publié la 25e édition revue et corrigée. 
Le lexique de la cuisine a été traduit en anglais, en français en 1925. 
En 2016, une édition moins chère de la 25e édition a été publiée par Nikol Verlag.